# Кожевникова, Валерия Игоревна
Валерия Игоревна Кожевникова (род. 5 октября 1984, Нижний Тагил) — российская актриса. Наиболее известна по роли Дины Радовой в сериале «Королева красоты» («Россия-1»).

## Биография
Валерия Кожевникова родилась в Нижнем Тагиле 5 октября 1984 года. Занималась бальными танцами и пела в хоре, выступала на различных праздниках. Окончила Гимназию высшей категории № 86, где изучала историю искусств, английский и французский языки.
После окончания гимназии с семьёй переехала в Екатеринбург, где поступила в Российскую международную академию туризма (РМАТ) на отделение менеджмента, а через два года перевелась в Москву и окончила Российский государственный университет туризма и сервиса (РГУТиС), то же отделение. Параллельно ездила в Лондон для совершенствования английского языка.
По окончании РГУТиС уехала в Лондон учиться в школу актёрского мастерства MetFilm School, чтобы стать актрисой. По возвращении в Москву занималась с Сергеем Шенталинским и Виктором Мархасевым.
В 2014 году дебютировала в сериале Карена Оганесяна «Клим» (адаптация британского сериала «Лютер»), где играла роль актрисы Анны Степанцовой.
Вместе с британским актёром Стивеном Джеймсом снялась в клипе своей подруги Виктории Дайнеко «Бей себя». Именно этот клип увидел британский продюсер Алистер Одсли (известный по фильму «The Paddy Linkoln Gang»), который искал главную героиню в авторский проект «Лени. Лени» о жизни Лени Рифеншталь и заметил сходство Кожевниковой с Рифеншталь. После нескольких проб британский режиссёр Эдриан Виториа («Эпоха героев», «Потому что мы банда») утвердил Кожевникову на главную роль. В рамках подготовки к проекту Кожевникова занималась с преподавателями Стивеном Бриджуотером, директором по постановочной речи в Королевской академии драматического искусства Джоном Виндли, коучем по сценическому движению Лианой Найквист (Drama Centre London). Фильм был представлен 16 февраля 2016 года в Soho House Berlin. Фильм попал в основную конкурсную программу международного Chichester Film Festival.
В январе 2016 года Кожевникова получила роль в американском проекте Our Little Secret, режиссёром которого выступил Юрий Зельцер («Кукловод», «Особо тяжкие преступления»), где снялась вместе с американской актрисой Анджелой Беттис.

## Фильмография
| Год  |   | Название          | Роль                    |  |
| ---- | - | ----------------- | ----------------------- |  |
| 2015 | ф | Шоу века          | девушка в белом         |  |
| 2015 | ф | Клим              | Анна Степанцова         |  |
| 2015 | ф | Королева красоты  | манекенщица Дина Радова |  |
| 2016 | ф | Лени. Лени        | молодая Лени Рифеншталь |  |
| 2016 | ф | Охотники          | игрок в покер           |  |
| 2016 | с | Our Little Secret | Лаура                   |  |
| 2017 | ф | Жизнь впереди     | Алла                    |  |
| 2018 | ф | Игра              | ведущая на банкете      |  |

## Клипы
- «Бей себя» (совместно с певицей Викторией Дайнеко)[5].
- «Я буду любить тебя» (совместно с Дмитрием Колдуном)[6].
- «Строптивая» (совместно с Брендоном Стоуном и Эмином Агаларовым).
- «Она» (совместно с Брендоном Стоуном, Вахтангом и Никитой Панфиловым.